# Dumortierita
A dumortierita é um mineral nesossilicato fibroso de coloração variada sendo um mineral alumínio boro-silicatado, Al7BO3(SiO4)3O3.
A dumortierita cristaliza no sistema ortorrômbico geralmente formando agregados fibrosos de cristais alongados prismáticos . Seus cristais são de brilho vítreo e sua cor varia do marrom, azul, e verde a os mais raros como violeta e rosa. Isso ocorre devido a substituição do ferro e outros elementos tri-valentes por alumínio e isso que produz a sua variação de cor. Sua dureza na escala de Mohs é 7 e sua densidade específica é 3.3 a 3.4. os cristais apresentam pleocroísmo de vermelho a azul e violeta. O quartzo dumortierita é quartzo de coloração azul que contém abundantes inclusões de dumortierita.

## Aplicação e utilização
É utilizada na fabricação de porcelanas de alto grau, podendo ser confundida com a sodalita e já ter sido utilizada como imitação de lapis lazuli.